# Kamianske
Kamianske (en ukrainien : Кам'янське) est une ville industrielle de l'oblast de Dnipropetrovsk, en Ukraine. Sa population s'élevait à 240 000 habitants.
De 1936 à 2016, la ville s'est appelée Dniprodzerjynsk.

## Géographie
Kamianske est située sur la rive droite du Dniepr, à 33 km à l'ouest-nord-ouest de Dnipro et à 366 km au sud-est de Kiev.

## Histoire
Un établissement cosaque nommé Sadnepryanska Kamenka est fondé sur le site de la ville actuelle au début du XVIIe siècle. Au même endroit, le village de Kamianske est mentionné pour la première fois en 1750. La construction d'une grande usine sidérurgique, en 1887, est le point de départ d'un développement rapide de Kamianske. Pendant la guerre civile, la ville est le théâtre d'affrontements entre les différents belligérants (Allemands, armées blanches, Armée rouge). L'industrie de la ville est ensuite rapidement reconstruite et développée et la population multipliée par quatre entre le recensement de 1926 et celui de 1939. En 1936, Kamianske est renommée Dniprodzerjynsk en l'honneur de Felix Dzerjinsky, le fondateur de la police secrète soviétique, la Tchéka. D'août 1941 à octobre 1943, la ville est occupée par l'Allemagne nazie et en grande partie détruite.
L'économie de Kamianske repose en premier lieu sur l'industrie lourde : sidérurgique et chimie. La ville est particulièrement polluée. Pendant les années 1990, qui ont suivi la dislocation de l'Union soviétique, la ville a connu de graves difficultés économiques. Mais depuis 2000, les industries métallurgiques et chimiques de Kamianske sont à nouveau en pleine expansion.
Au cours de la décommunisation initiée après l'Euromaïdan en Ukraine, la ville a repris son ancien nom de Kamianske par décision de la Verkhovna Rada le 19 mai 2016.

## Galerie

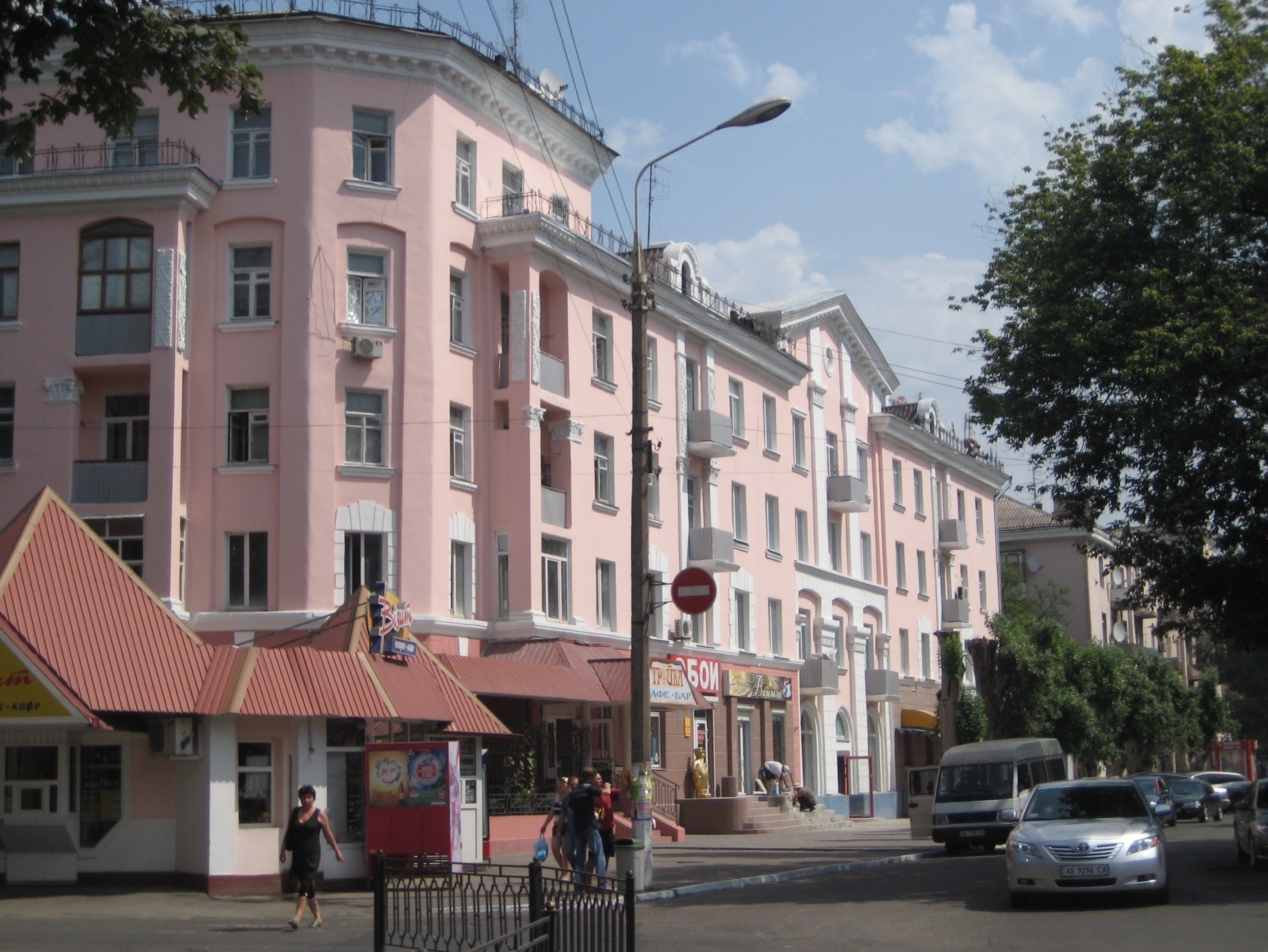
Avenue de la Liberté à Kamianske
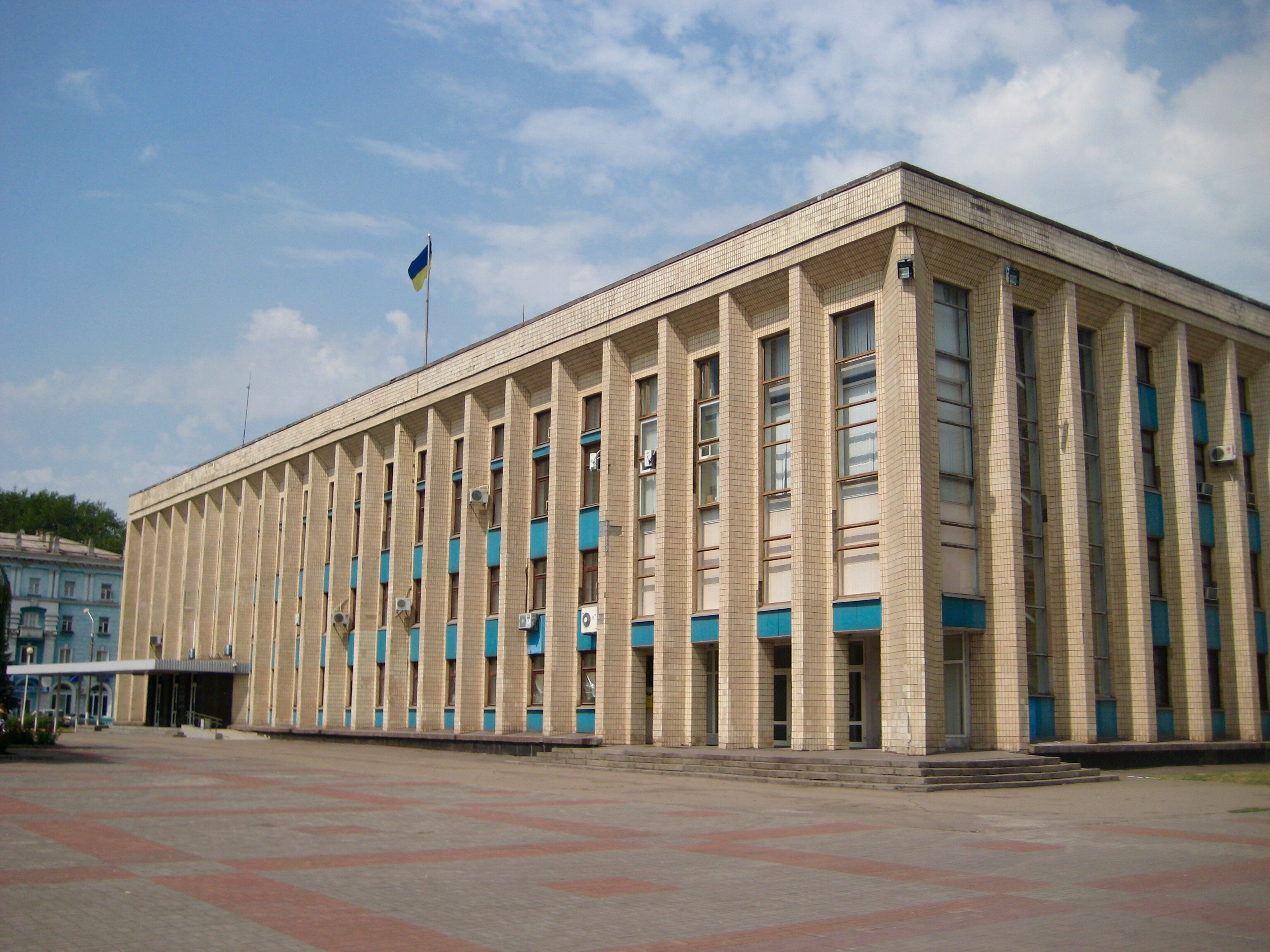
Hôtel de ville de Kamianske
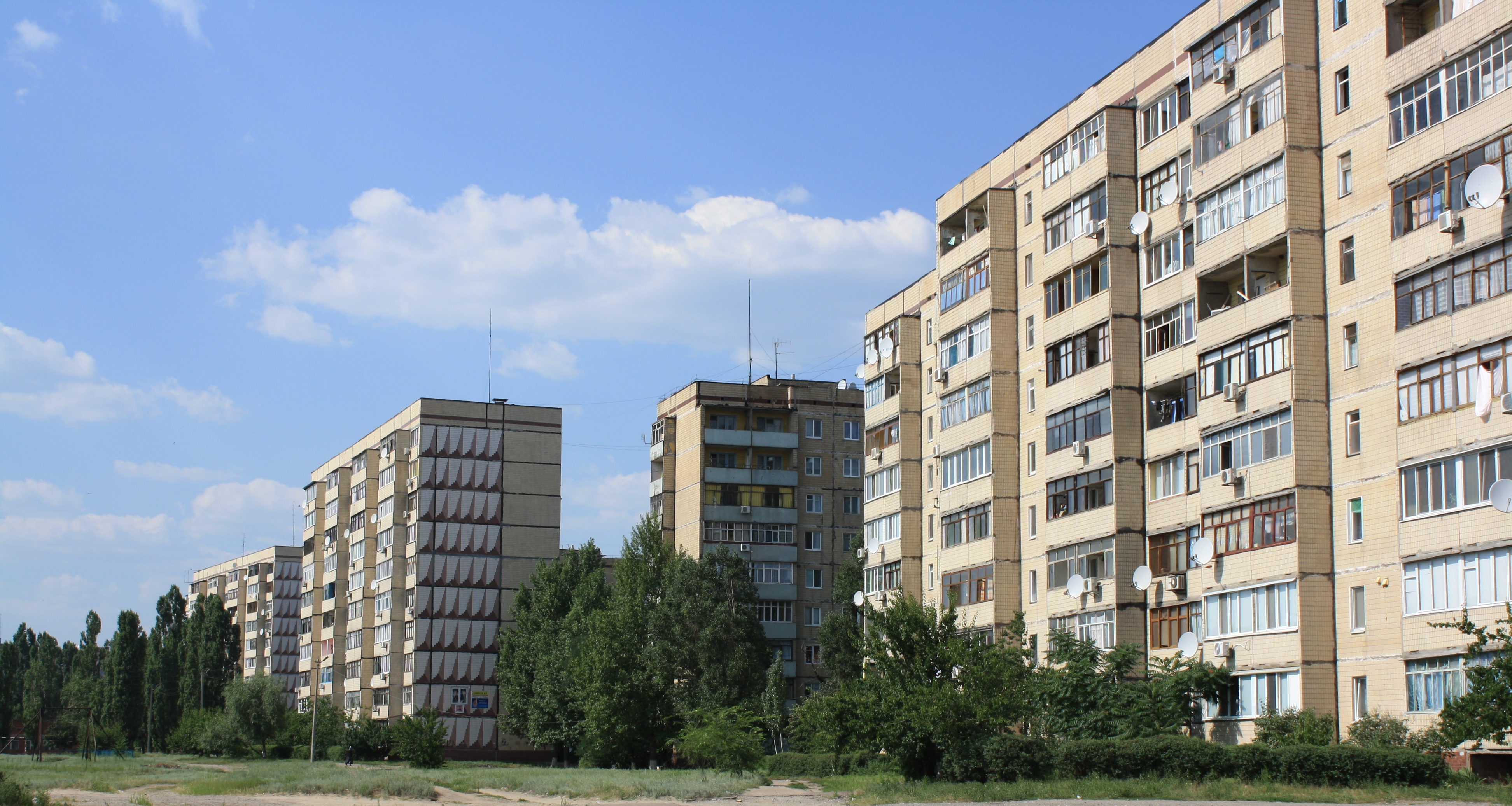
Immeubles à Kamianske

## Population
Recensements (*) ou estimations de la population :
| 1911   | 1923*  | 1926*  | 1939*   | 1959*   | 1970*   |
| ------ | ------ | ------ | ------- | ------- | ------- |
| 35 500 | 16 902 | 34 340 | 147 961 | 194 188 | 226 998 |

| 1979*   | 1989*   | 2001*   | 2011    | 2012    | 2013    |
| ------- | ------- | ------- | ------- | ------- | ------- |
| 250 120 | 281 925 | 255 841 | 243 199 | 242 646 | 241 880 |

Le taux de natalité en 2012 était de 10,8 % avec 2613 naissances (contre un taux de natalité de 10,8 % en 2011 pour 2612 naissances) tandis que le taux de mortalité lui était de 15,0 % avec 3638 décès (contre un taux de mortalité de 15,1 % en 2011 pour 3666 décès).

### Structure par âge
0-14 ans: 14.6%  (hommes 18,389/femmes 17,494)
15-64 ans: 69.7%  (hommes 79,774/femmes 91,568)
65 ans et plus: 15.7%  (hommes 12,255/femmes 26,197) (2016 officiel)

## Économie
Kamianske est un important centre industriel. Ses principales entreprises sont :
- DMKD : Combinat métallurgique Dniprovskyï, un des plus grands complexes sidérurgiques d'Ukraine, fondé en 1889 ; il emploie 15 700 salariés en 2011.
- DniproAzot : un complexe chimique situé au sud-est de la ville. Il emploie 4 240 salariés en 2009[3].
- Dniprovagonmach : une usine de construction de wagons ; 3 500 salariés en 2009[4].

## Personnalités
Sont nés à Dniprodzerjynsk :
- Léonid Brejnev (1906-1982) : homme d'État soviétique
- Galina Romanova (1918–1944), médecin déportée et résistante
- Guennadi Litovtchenko (°1963) : footballeur soviétique puis ukrainien.
- Dmytro Iaroch (1971), leader de Secteur droit
- Ivan Riabchyi (1978), traducteur et journaliste
- Artem Kravets (1989), footballeur

## Jumelage
- Khimki  (Russie)
- Babrouïsk (Biélorussie)
- Kielce  (Pologne)
- Temirtaou (Kazakhstan)